# Camp Sweden
Camp Sweden, CS, är en rikstäckande supporterförening för Sveriges herrlandslag i fotboll som medlemsåret 2011–2012 hade 7500 medlemmar.
Föreningen bildades under EM i fotboll 2004 i Portugal av Ove Holmberg, Mattias Wallin och Tom Lövgren i syfte att bygga gemenskap mellan svenska fotbollssupportrar. En juridisk förening bildades den 7 oktober 2006. Camp Sweden är medlem i det europeiska fotbollsnätverket Football Supporters Europe, FSE.
Inför varje bortamatch arrangerar Camp Sweden en supporterambassad i den aktuella spelstaden. Detta görs för att supportrar på resande fot ska ha någon att prata med på spelorten om något händer, sprida information och för att träffa andra svenska supportrar. Till varje bortamatch produceras också supporterguiden Blå&Gul av Camp Sweden. Där publiceras allmän turistinformation, kartor, statistik och annan läsning som kan vara användbar inför respektive match. Blå&Gul publiceras på Camp Swedens webbplats samt delas ofta även ut i tryckt format i matchstaden.

## EM i Portugal 2004
Inför EM i Portugal 2004 fick Ove Holmberg och Tom Lövgren idén att försöka samla de svenska fansen. Under pseudonym skrev de artiklar på svenskafans.com vilket blev startskottet för Camp Sweden. På camping Obitur utanför Lissabon bodde sedan hundratals svenskar sida vid sida, oavsett klubbtillhörighet. Det ordnades fotbollsturneringar och gemensamma resor till landslagets träningar.
Väl tillbaka i Sverige mötte grundarna Lövgren och Holmberg Petter Isaksson på restaurang Snövit på Götgatan i Stockholm hösten 2004, där de började planera för VM i Tyskland 2006. Nu skulle Svenska Fotbollförbundet involveras för att ge Camp Swedens lojala medlemmar fördelar vid biljettsläpp och en egen sektion på hemmalandskamperna. Grundarna arbetade för att få Svenska Fotbollförbundet att visa svenska supportrar den respekt de ansåg att de förtjänade. Fotbollförbundet svarade med att starta "Supporterklubben", en egen klubb utan inblandning av Camp Sweden.[källa behövs] Camp Swedens första styrelse bestod av Thomas Arneving, Petter Isaksson, Tom Lövgren, Sebastian Lagrell, Robert Bengts, Jan Asplund, Lars Bergelin och Ola Sjögren. De startade 2005 hemsidan campsweden.se.

## VM i Tyskland 2006
Över 5 000 svenska supportrar bodde på campingen utanför Hamburg. Polisen i Hamburg skickade efteråt ett uppskattande brev till Camp Sweden där de berömde de svenska fansen för hur supportrarna skött sig. En första formell styrelse bildades därefter under Ingo Söderlunds ledning.

## EM i Schweiz och Österrike 2008
Sverige spelade sina tre gruppspelsmatcher i österrikiska Innsbruck och Salzburg. I Innsbruck låg Camp Swedens supportercamping som tog emot tusentals supportrar till en femstjärnig camping.